# Chien de protection du bétail

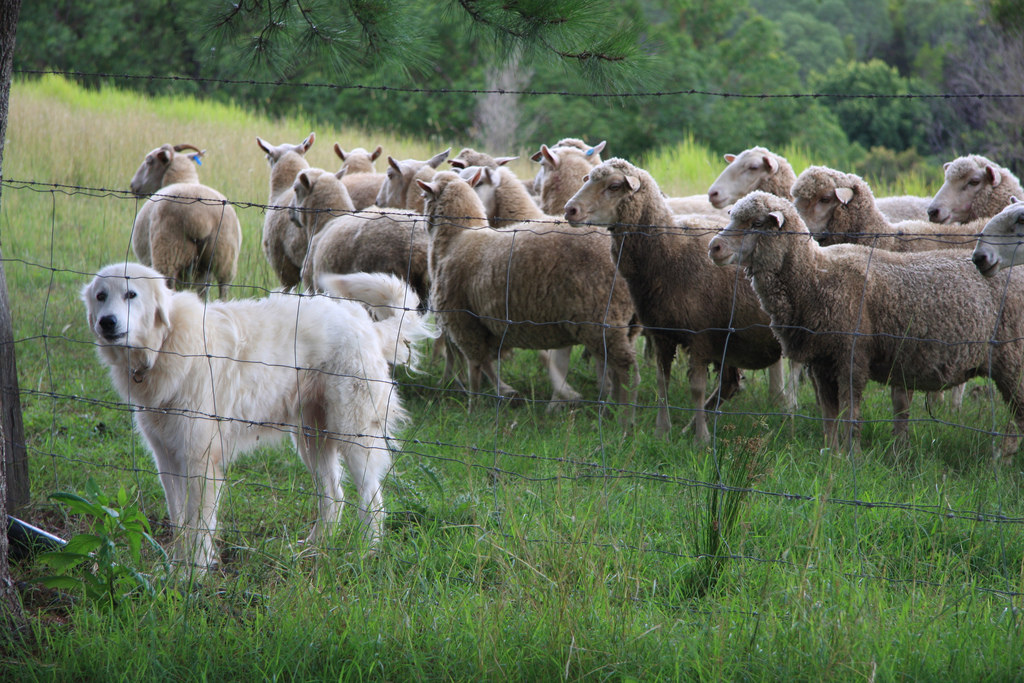
Un Berger de Maremme et Abruzzes avec son troupeau de moutons.

Un chien de protection du bétail, chien de garde du bétail ou gardien de troupeaux est un type de chien élevé dans le but de protéger le bétail des prédateurs.
Ces chiens restent avec le groupe d'animaux qu'ils protègent en tant que membre à plein temps du troupeau. Leur capacité à garder leur troupeau est principalement instinctive, car le chien est lié au troupeau dès son plus jeune âge.
Contrairement aux chiens de berger qui contrôlent les mouvements du bétail, ils se fondent avec eux, surveillant les intrus au sein du troupeau.